# لوكا نيتز
لوكا نيتز (مواليد 15 مايو 2003) هو لاعب كرة قدم ألماني يلعب في مركز الظهير الأيسر في نادي بوروسيا مونشنغلادباخ.

## روابط خارجية
- لوكا نيتز على موقع الاتحاد الأوربي (الإنجليزية)
- لوكا نيتز على موقع قاعدة بيانات كرة القدم.إي يو (الإنجليزية)
- لوكا نيتز على موقع بيانات كرة القدم. دي إي (الألمانية)
- لوكا نيتز على موقع Soccerbase.com (لاعب) (الإنجليزية)
- لوكا نيتز على موقع Soccerway.com (الإنجليزية)
- لوكا نيتز على موقع عالم كرة القدم.نت (الإنجليزية)